# Bittacus chujoi
Bittacus chujoi is een schorpioenvlieg uit de familie van de hangvliegen (Bittacidae). De wetenschappelijke naam van de soort is voor het eerst geldig gepubliceerd door Issiki & Cheng in 1947.
De soort komt voor in Taiwan.